# Chad Clifton
Jeffrey Chad Clifton (født 26. juni 1976 i Martin, Tennessee, USA) er en amerikansk footballspiller (offensive tackle), der pt. er free agent Han har tidligere spillet i 11 sæsoner for Green Bay Packers i NFL.
Clifton er to gange, i 2007 og 2011, blevet udtaget til Pro Bowl, NFL's All Star-kamp.

## Klubber
- 2000-2011: Green Bay Packers